# Выруский диалект

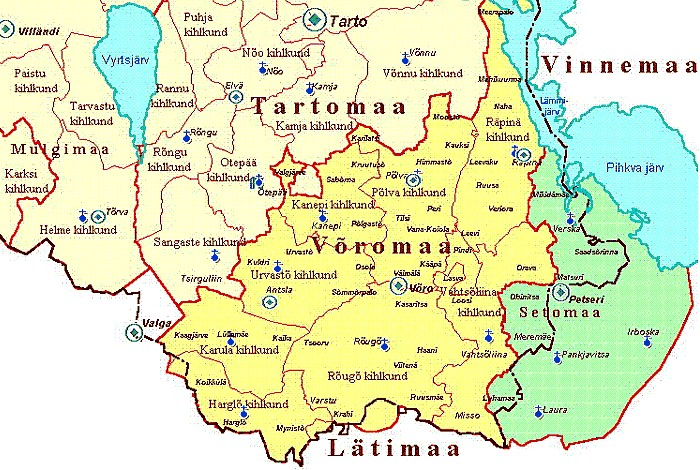
Традиционная территория Вырумаа (выделена жёлтым цветом)

Вы́руский диалект (выр. võro kiil, эст. võru keel; также вы́руский язык, язык вы́ро) — один из диалектов южноэстонского языка или южного наречия эстонского языка, принадлежащий к прибалтийско-финской группе финно-угорских языков.
На выруском диалекте говорит около 70 тысяч человек, известных как выру — в основном, в юго-восточной Эстонии, в Выруском уезде и уезде Пылва, исторически составлявших регион Вырумаа. Его носителей также можно найти в Тарту, Таллине и в других частях Эстонии.
Язык народа сету (сето), представители которого проживают как в юго-восточной Эстонии, так и в Печорском районе Псковской области России, обычно относят к говорам выруского диалекта. При этом сами сету считают свой язык самостоятельным.

## Социолингвистическое положение
В последние годы на основе выруского диалекта развивается собственный литературный стандарт и предпринимаются попытки придать ему статус регионального языка Эстонии.
На сегодняшний день выруский диалект используется в работах некоторых эстонских сценаристов, поэтов и писателей. Он преподаётся один раз в неделю в 26 школах. Дважды в месяц выходит газета «Uma Leht».
В 1970—1980-е годы на выруском диалекте (в эстоноязычных сборниках) публиковалась часть стихотворений эстонского поэта Пауля Хааваокса.

## Лингвистические отличия
Со структурной точки зрения отличия между выруским и другими эстонскими диалектами не настолько сильны, чтобы затруднять взаимопонимание и сами по себе свидетельствовать в пользу статуса отдельного языка для выруского. Хотя он, в силу географического положения, наиболее далёк от литературного эстонского.
В выруском диалекте, как и во многих других финно-угорских языках, есть гармония гласных, которая отсутствует в стандартном эстонском.

## Письменность
Как и в литературном эстонском, для записи выруского диалекта используется письменность на латинской основе. Отличия заключаются в следующем:
- q означает гортанную смычку;
- y означает высокий звук ы, более близкий к i, что отличает его от õ (ɤ), присутствующего также и в литературном эстонском;
- мягкость согласных обозначается либо акутом над буквой, либо апострофом после неё.

Однако с 2005 года оба звука ы обозначаются буквой õ.

### Пример текста

Неофициальный флаг Выру

Параграф № 1 Всеобщей декларации прав человека на выруском диалекте:
Kõik inemiseq sünnüseq avvo ja õiguisi poolõst ütesugumaidsis. Näile om annõt mudsu ja süämetunnistus ja nä piät ütstõõsõga vele muudu läbi käümä.
То же самое на литературном эстонском:
Kõik inimesed sünnivad vabadena ja võrdsetena oma väärikuselt ja õigustelt. Neile on antud mõistus ja südametunnistus ja nende suhtumist üksteisesse peab kandma vendluse vaim.

## Выруская Википедия
Раздел Википедии на выруском языке был создан в июне 2005 года. На август 2010 года в выруской Википедии было 4392 статей — 124 место, зарегистрировано 2595 участников, трое из которых имели статус администратора. На 8 января 2014 года в выруской Википедии насчитывалось 5136 статей.

## Выруский диалект в популярной культуре
Песня «Tii» (Tii) эстонского поэта и драматурга Аапо Ильвеса исполнении ансамбля «Neiokõsõ» стала полуфиналистом «Евровидения-2004». В 2012 году песня «Revontulet» ансамбля «Osan Yöstä» с куплетом на выруском диалекте участвовала на венгерском национальном этапе этого конкурса.